# Passova
Passova este un gen de fluturi din familia Hesperiidae. 

## Specii
- Passova ganymedes (Bell, 1931)
- Passova gazera (Hewitson, [1866])
- Passova gellias (Godman & Salvin, [1893])
- Passova glacia Evans, 1951
- Passova greta Evans, 1951
- Passova nigrocephala (Bell, 1934)
- Passova passova (Hewitson, [1866])
- Passova polemon (Hopffer, 1874)
- Passova vilna Evans, 1951